# Gmina Pacanów
Die Gmina Pacanów ist eine Stadt-und-Land-Gemeinde im Powiat Buski der Woiwodschaft Heiligkreuz in Polen. Ihr Sitz ist die gleichnamige Stadt mit etwa 1150 Einwohnern.

## Geographie
Die Gemeinde hat eine Fläche von 123,8 km², von dieser werden 87 Prozent werden landwirtschaftlich genutzt.

## Geschichte
Von 1975 bis 1998 gehörte die Gemeinde zur Woiwodschaft Kielce. Zum 1. Januar 2019 wurde Pacanów zur Stadt erhoben und die Gemeinde erhielt ihren heutigen Status.

## Gliederung
Zur Stadt-und-Land-Gemeinde (gmina miejsko-wiejska) Pacanów gehören die Stadt und die folgenden 28 Dörfer mit einem Schulzenamt:
Biechów
Biskupice
Chrzanów
Grabowica
Karsy Dolne
Karsy Duże
Karsy Małe
Kępa Lubawska
Komorów
Kółko Żabieckie
Książnice
Kwasów
Niegosławice
Oblekoń
Pacanów
Podwale
Rataje Karskie
Rataje Słupskie
Słupia
Sroczków
Trzebica
Wola Biechowska
Wójcza
Wójeczka
Zborówek
Zborówek Nowy
Zołcza-Ugory
Żabiec
Ein weiterer Ort der Gemeinde ist Komorówek.

## Sehenswürdigkeiten und Tourismus
- St.-Martins-Kirche in Pacanów, aus dem 13. und im 17. und 18. Jahrhundert umgebaut

### Veranstaltungen
Im Hauptort der Gemeinde findet seit 2003 das Festival der Kinderkultur (Festiwal Kultury Dziecięcej) statt. Kornel Makuszyński hatte 1933 und 1934 vier Kinderbücher veröffentlicht, die später als Zeichentrickfilme mehrmals verfilmt wurden und den Ort populär machten.